# Elephant (Kurzfilm)
Elephant ist ein experimenteller Kurzfilm des britischen Regisseurs Alan Clarke aus dem Jahr 1989. Das Filmdrama war seine letzte Regiearbeit vor seinem Tod 1990. Der Film inspirierte den thematisch ähnlichen, gleichnamigen Film (2003) von Gus Van Sant.

## Handlung
Die Kamera verfolgt eine Reihe von Schützen. Jeder erschießt einen oder mehrere Menschen. Nach den Schüssen verlässt der Täter den Tatort, dann folgt eine längere Aufnahme der Leiche. Sowohl Täter als auch Opfer sind ausschließlich männlich. Die Täter benutzen Revolver, Pistolen oder Schrotflinten. Ab und an wird die Einführung aus der Perspektive der Opfer gefilmt. Die Schüsse werden meist im Stile von Hinrichtungen ausgeführt, in einigen Fällen wird mehrmals auf die Leiche geschossen. Die Morde geschehen an verschiedenen Orten und zu verschiedenen Tageszeiten, diese sind chronologisch:
- ein Schwimmbad
- eine Tankstelle
- ein Hinterhof
- die Toilette einer Lagerhalle
- ein Park
- ein Imbiss
- ein leerstehendes Haus
- ein Wohnhaus
- ein Fußballplatz
- eine Tankstelle
- ein Appartement (hier werden zwei Personen erschossen)
- ein großräumiges Wohnhaus
- eine Lagerhalle
- ein Parkplatz
- ein Industriegelände (zwei Täter)
- ein Haus (zwei Personen werden erschossen)
- auf offener Straße (zwei Täter)
- ein Fabrikgelände (zwei Täter)

Die Täter entfernen sich nach den Schüssen mit dem Auto und zu Fuß. Dialoge sind im Film lediglich bei einem Fußballspiel vorhanden, hier spielt der Täter mit drei Jungen Fußball, zieht dann seine Waffe und erschießt einen, während die anderen weglaufen. Ansonsten sind nur Autos, Schritte und die Schüsse zu hören.

## Hintergrund
Alan Clarkes letzte Regiearbeit ist ein Statement zum Nordirlandkonflikt, bei dem in den 1980ern und 1990ern eine Reihe von Zivilisten Opfer von Gewalt wurden. Der Film wurde in Belfast mit einer Steadicam gedreht. Als Produzent war der spätere Regisseur Danny Boyle beteiligt, der zu dieser Zeit für den nordirischen Fernsehsender BBC Northern Ireland arbeitete und so seinen Einstieg ins Filmgeschäft fand. Er zeigte sich sehr beeindruckt von Regisseur Alan Clarke, den er auch später, vor seinem Tod, im Krankenhaus besuchte.
Der Titel beruht auf der englischen Redensart „elephant in the room“, die der irische Schriftsteller und Drehbuchautor Bernard MacLaverty auf den Nordirlandkonflikt anwandte, und ursprünglich ein verdrängtes, unübersehbares Problem umschreibt. Dieser Elefant steht immer im Weg, aber mit der Zeit lernt man mit ihm zu leben.
Gus Van Sant übernahm für seinen Spielfilm Elephant, einer filmischen Aufarbeitung des Amoklaufs an der Columbine High School, den Titel, bezog ihn jedoch nicht auf die Redensart, sondern auf das buddhistische Gleichnis der fünf Blinden, die einen Elefanten untersuchen.
2011 besuchte Vanessa Nica Mueller die Originalschauplätze des Films und verarbeitet sie in Traces of an Elephant.

## Kritik
Elephant wird oft als Alan Clarkes bester und düsterster Film beschrieben und beeinflusste neben Danny Boyle und Gus Van Sant eine Reihe von weiteren Filmemachern.